# Ettore Bussi
Ettore Bussi (Modena, 22 gennaio 1869 – Milano, 24 febbraio 1937) è stato un generale italiano, veterano della guerra italo-turca. Si distinse particolarmente durante il corso della prima guerra mondiale in forza alla Brigata "Liguria", di cui fu anche comandante del 157º Reggimento fanteria. Insignito della Croce di Cavaliere dell'Ordine militare dei Savoia, di una Medaglia d'argento e due di bronzo al valor militare e della Croce al merito di guerra.

## Biografia
Nacque a Modena il 22 gennaio 1869 figlio di Benedetto e di Beatrice Pigozzi. Arruolatosi nel Regio Esercito, nel gennaio 1887 entrò a far parte del plotone allievi sergenti del 32º Reggimento fanteria. Promosso caporale, divenne poi sergente in forza al 31º Reggimento fanteria. Frequentò successivamente la scuola biennale per Allievi ufficiali, al termine della quale fu assegnato come sottotenente al 14º Reggimento fanteria, venendo promosso tenente nel 1890. Si sposò l'8 agosto 1901 con la signorina Augusta Lipparini-Bolelli, e nel 1909 fu promosso capitano, prestando servizio dapprima nel 88º Reggimento fanteria "Friuli", e poi del 21º Reggimento fanteria "Cremona". Dopo lo scoppio della guerra italo-turca, nel 1912 si imbarcò a Napoli come volontario, sbarcando successivamente a Bengasi.
In Libia partecipò al combattimento di Gars Ras El-Leben (14 settembre 1912), e nel gennaio 1913 entrò in servizio nel 68º Reggimento fanteria a Bengasi, assegnato all'Ufficio ordinario del governo della Cirenaica. Promosso maggiore nel settembre 1915, nel dicembre successivo rientrò in Patria insieme alla famiglia, assegnato in forza, territorio dichiarato zona di guerra, al Deposito del 57º Reggimento fanteria a Padova.
Nel marzo 1916 ottenne il comando del 2º Battaglione del 157º Reggimento fanteria della Brigata Liguria, combattendo duramente sull'altopiano di Asiago, tra la Val Lastraro e il Monte Zovetto, durante la Strafexpedition austro-ungarica del maggio-giugno 1916. Per essersi distinto durante i combattimenti di Coston di Lora, sul Monte Pasubio, tra l'11 e il 12 luglio 1916, l'allora comandante di reggimento, colonnello Alceo Cattalochino, gli conferì un encomio solenne.
Partecipò alle operazioni compiute dal generale Andrea Graziani sul Pasubio e ai successivi lavori per la costruzione di strade e di fortificazioni, dal luglio 1916 al novembre del 1917. Il 12 luglio 1917 assunse il comando del 157º Reggimento fanteria, che lasciò dopo essere rimasto gravemente ferito sulle linee del Monte Zomo, in seguito ad un attacco nemico, il 17 novembre. Gli fu amputato il braccio destro e venne costretto a trascorrere un lungo periodo di convalescenza presso l'Ospedale Rizzoli di Bologna.
Per questo fatto fu insignito della Croce di Cavaliere dell'Ordine militare dei Savoia. Dal mese di agosto del 1918 fu assegnato al poligono di tiro di Fongara, dove rimase fino al termine delle ostilità. Trascorso un ulteriore periodo di convalescenza fu assegnato alla Regia Accademia Militare di Fanteria e Cavalleria di Modena e quindi al comando del Presidio militare. Nel dicembre 1920 assunse il comando del Distretto militare di Lucca, passando nel febbraio 1931 a quello del Distretto di Modena che mantenne fino al 1932. Promosso grado di generale di brigata nel corso del 1931, fu collocato a riposo e l'anno successivo si trasferì a Milano. Promosso generale di divisione il 5 ottobre 1935, si spense a Milano il 24 febbraio 1937.

### Annotazioni
1. ↑  La coppia ebbe tre figli: Maria Bianca (1902), Emilio (1904) e Benedetto (1907).

### Fonti
1. 1 2 3 4 5 6 7 8 9 10 11  Tovazzi 2010, p. 6.
2. 1 2 3 4 5 6 7  Tovazzi 2010, p. 7.
3. ↑  Traces of War.
4. ↑  Sito web del Quirinale: dettaglio decorato.